# 細川興治

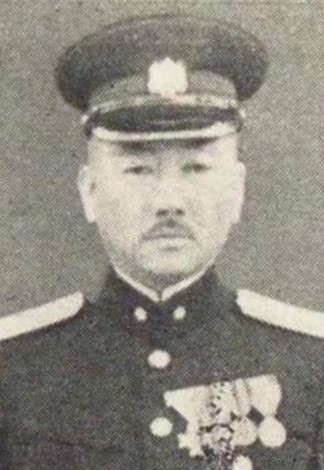
細川興治

細川 興治（ほそかわ おきはる、1890年（明治23年）7月30日 - 1977年（昭和52年）8月16日）は、明治末から昭和期の宮内官、華族（子爵）。貴族院議員。

## 概要
清和源氏義季流谷田部細川家、細川興嗣（子爵）の長男として出生する。父の隠居に伴い1909年（明治42年）7月27日、家督を相続して子爵を襲爵した。1914年（大正3年）明治大学法学部を卒業し、さらに東京帝国大学法科大学で学んだ。1924年（大正13年）宮内省に出仕。宮内属、陵墓監、宮内事務官などを歴任した。
1946年（昭和21年）5月10日、貴族院子爵議員補欠選挙で当選し、研究会に所属して活動し1947年（昭和22年）5月2日の貴族院廃止まで在任した。1977年、死去。

## 栄典
- 1909年（明治42年）7月27日 - 子爵[6]
- 1910年（明治43年）8月10日 - 従五位[7]

## 親族
- 祖父：細川興貫（常陸谷田部藩第9代藩主）[1]
- 妻：奥田釣子（旧椎谷藩主家当主、子爵奥田直紹長女）[1]